# Sam Cox
Sam Barnaby Cox (Marnhull, 11 dicembre 1980) è un rugbista a 15 britannico, internazionale per l'Inghilterra, che milita come tre quarti centro nel Ding Crusaders.